# Сковородки
Сковородки (укр. Сковородки) — село в Староконстантиновском районе Хмельницкой области Украины.
Население по переписи 2021 года составляло 533 человек. Почтовый индекс — 31164. Телефонный код — 3854. Занимает площадь 2,837 км². Код КОАТУУ — 6820685005.

## Местный совет
31164, Хмельницкая обл., Староконстантиновский р-н, с. Сковородки